# Polybulbophiale palmicola
Polybulbophiale palmicola är en svampart som beskrevs av Goh & K.D. Hyde 1998. Polybulbophiale palmicola ingår i släktet Polybulbophiale, divisionen sporsäcksvampar och riket svampar.   Inga underarter finns listade i Catalogue of Life.